# Кубок мира по плаванию
Кубок мира по плаванию ФИНА — это серия международных соревнований по плаванию в «коротких» бассейнах (25 м), организованных Международной федерацией плавания ФИНА. Кубок мира по плаванию ФИНА стартовал в сезон 1988/1989 и открыт для участия пловцам из стран-членов ФИНА. Кубок мира по плаванию ФИНА собирает пловцов мирового класса в серии двухдневных встреч, организованных между августом и ноябрем каждого года. Серия в разные годы решением ФИНА состояла от 5 до 12 этапов и традиционно проходит в различных городах мира.
В настоящее время победители отдельно среди мужчин и женщин по итогам выступлений на всех этапах серии, занявшие 1-е, 2-е и 3-е места, получают призовые — $150 000, $100 000 и $50 000 соответственно. Общая сумма призовых, после увеличения призового фонда, объявленного ФИНА в сентябре 2017 года, может достигать более $2 500 000. 
Соревнования проходили в 2015 году

## События
Программа одинакова для всех соревнований, но порядок проведения соревнований может отличаться. Все соревнования проводятся в формате — предварительные заплывы/финалы, за исключением 800 м и 1500 м вольным стилем. Встречи проходят в течение двух дней, с предварительными заплывами утром и финалом вечером. Заметным исключением из этого стиля стал этап Кубка мира 2010 в Рио-де-Жанейро (Бразилия), где предварительные заплывы проводились и в вечернее время.
Дистанции и стили плавания этапа Кубка мира (все для бассейна 25 метров):
Вольный стиль: 50, 100, 200, 400, 800 (только для женщин) и 1500 (только для мужчин)
На спине: 50, 100 и 200;
Брасс: 50, 100 и 200
Баттерфляй: 50, 100 и 200
Комплексное плавание: 100, 200, и 400.
Эстафеты: 4 × 100 м смешанная, вольным стилем, 4 × 100 м смешанная, комбинированная.